# Decoomana hoana
Decoomana hoana är en insektsart som beskrevs av Victor Lallemand 1942. Decoomana hoana ingår i släktet Decoomana och familjen Nogodinidae. Inga underarter finns listade i Catalogue of Life.